# Pico Bonito
Pico Bonito är ett berg i Honduras.   Det ligger i departementet Atlántida, i den centrala delen av landet, 180 km norr om huvudstaden Tegucigalpa. Toppen på Pico Bonito är 2 389 meter över havet, eller 882 meter över den omgivande terrängen. Bredden vid basen är 9,3 km. Arean är 1 073 kvadratkilometer. 
Terrängen runt Pico Bonito är huvudsakligen mycket bergig. Runt Pico Bonito är det mycket glesbefolkat, med 3 invånare per kvadratkilometer. Närmaste större samhälle är La Ceiba, 15,5 km norr om Pico Bonito. 